# 樋口武男
樋口 武男（ひぐち たけお、1938年4月29日 - ）は、日本の実業家。大和ハウス工業最高顧問。

## 来歴
兵庫県尼崎市出身。関西学院大学法学部卒業後、1961年に大源入社。その後、1963年大和ハウス工業へ入社。東京支社特建事業部長などを経て、1984年取締役、1989年常務取締役、1991年専務取締役を歴任。1993年にグループ会社の大和団地代表取締役社長に就任。2001年4月に大和団地と大和ハウス工業の合併により、合併後の大和ハウス工業の社長に就任。2004年より代表取締役会長兼CEO。2020年より同社最高顧問。2005年から2013年3月まで大阪商工会議所の副会頭を務めたほか、2006年4月より大阪シンフォニカー協会（現・公益社団法人大阪交響楽団）理事長も務めている。2014年には大和ハウス工業から1億9300万円の役員報酬を受けたと報じられた。

## 人物
- 2012年3月1日から1ヶ月間、日本経済新聞社の朝刊にて「私の履歴書」を連載。
- 住友金属工業会長下妻博やダイキン工業会長井上礼之などとも親しい。

## 受賞・叙勲歴
- 2012年　第32回毎日経済人賞
- 2014年4月 旭日大綬章[2]

## テレビ出演
- 日経スペシャル カンブリア宮殿 今こそ "モーレツ"が勝つ！（2009年7月20日、テレビ東京）[3]

## 著書
- 『熱湯経営 「大組織病」に勝つ』（2007年8月20日、文藝春秋 文春新書）ISBN 9784166605866
- 『先の先を読め 複眼経営者「石橋信夫」という生き方』（2010年3月20日、文藝春秋 文春新書）ISBN 9784166607433
- 『凡事を極める 私の履歴書』（2013年2月27日、日本経済新聞出版社）ISBN 9784532318666
- 『熱い心が人間力を生む 複眼経営者「石橋信夫」に学ぶ』（2014年6月16日、文藝春秋）ISBN 9784163900490 - 対談集
- 『私の経営学(6)』（著者:樋口武男 松本晃 大坪清 小林徹）（2018年9月12日、商工中金経済研究所）ISBN 9784904735367
- 『積極精神に生きる 創業の人・石橋信夫の心とともに』（2021年3月20日、PHP研究所）ISBN 9784569849010